# سارة وينيموكا هوبكنز
سارة وينيموكا هوبكنز (نحو عام 1844 – 17 أكتوبر 1891) كاتبة وناشطة (محاضِرة) ومعلمة (ناظرة مدرسة)، تنتمي لشعب بايوت الشمالي. اسمها قبل الزواج وينيموكا.
إن اسمها في لغة البايوت الشمالية هو ثوكمنتوني، يكتب أيضًا ثوكمنتون، ويُترجم إلى «زهرة السلحفاة أو خليون».
ولدت سارة وينيموكا بالقرب من بحيرة هامبولت، نيفادا، ضمن عائلة مؤثرة من شعب البايوت الشمالي، إذ شجعت تلك العائلة مجتمع البايوت على بناء علاقات ودية مع مجموعات المستوطنين الوافدين الأنجلو أمريكيين. هي ابنة الزعيم وينيموكا، زعيم أمة البايوت وحفيدة الزعيم تروكي. درست سارة في عمر السادسة عشرة في مدرسة كاثوليكية في سان خوسيه، كاليفورنيا. وعندما اندلعت حرب قبائل البايوت أو ما يعرف بحرب بحيرة بيراميد ضد المستوطنين، بمن فيهم أصدقاء عائلة وينيموكا، سافرت سارة مع بعض من أفراد عائلتها إلى سان فرانسيسكو وفيرجينيا سيتي هربًا من الاقتتال. كسبت العائلة لقمة عيشها من خلال الأداء على خشبة المسرح تحت اسم «عائلة بايوت الملكية». وفي عام 1865، وبينما كانت عائلة وينيموكا مسافرة في إحدى جولاتها، تعرضت جماعتهم لهجوم على يد سلاح الفرسان الأمريكي، الذي قتل 29 فردًا من شعب البايوت، من ضمنهم والدة سارة والعديد من أفراد العائلة الأبعد.
بدأت سارة وهي في عمر السابعة والعشرين، العمل في مكتب الشؤون الهندية في فورت ماكديرميت في عام 1871 كمترجمة فورية. أصبحت بعد ذلك مدافعة عن حقوق الأمريكيين الأصليين وسافرت عبر الولايات المتحدة لإخبار الأنجلو أمريكيين عن محنة شعبها. عندما احتُجز شعب البايوت في معسكر اعتقال في ياكيما، واشنطن بعد حرب بانوك، سافرت سارة إلى واشنطن العاصمة للضغط على الكونغرس والسلطة التنفيذية للإفراج عن شعبها. خدمت كذلك في القوات الأمريكية كمبعوثة ومترجمة فورية ومرشدة ومعلمة للأمريكيين الأصليين المسجونين.
نشرت وينيموكا كتاب الحياة بين البايوت: أخطاؤهم ومزاعمهم (1883)، يروي هذا الكتاب مذكرات وتاريخ شعبها خلال أول أربعين عامًا من تعايشهم مع الأمريكيين الأوربيين. يعد الكتاب «أول سيرة ذاتية معروفة كتبتها امرأة من سكان أمريكا الأصليين». وصف عالم الأنثروبولوجيا، عمر ستيورات، الكتاب بأنه «واحد من أوائل الكتب التاريخية الإثنية الأكثر ديمومة، ألفته كاتبة من سكان أمريكا الأصليين»، وكثيرًا ما استشهد به العلماء والباحثون. قامت وينيموكا بعد نشر الكتاب، بجولة في شرق الولايات المتحدة وألقت محاضرات عن شعبها في نيو إنجلاند، بنسلفانيا وواشنطن العاصمة، ثم عادت إلى الغرب وأسست مدرسة خاصة للأطفال الأمريكيين الأصليين في لوفلوك، نيفادا.
تجدد اهتمام العلماء منذ أواخر القرن العشرين بوينيموكا بسبب إنجازاتها. فأُدخل اسمها ضمن قائمة قاعة مشاهير كتّاب نيفادا في عام 1993. وفي عام 2005، ساهمت ولاية نيفادا بتمثالٍ لها في مجموعة قاعة التماثيل الوطنية في مبنى الكابيتول الأمريكي من تنفيذ النحات بينجامين فيكتور.
كان إرث وينيموكا مثيرًا للجدل، ففي الوقت الذي رغب فيه بعضٌ من كتّاب السير بتذكُّر وينيموكا بالدرجة الأولى من خلال نشاطها وعملها الاجتماعي في سبيل تحسين ظروف شعبها، انتقدها آخرون لميلها إلى المبالغة في وضعها الاجتماعي بين شعب البايوت. تعرضت وينيموكا لانتقادات من شعب البايوت نفسه بسبب مساعدتها الجيش الأمريكي الذي كان في حالة حربٍ معهم، بالإضافة إلى دعوتها السكان الأصليين إلى الاندماج في الثقافة الأنجلو أمريكية. بالرغم من ذلك، اعترف البايوت بعملها الاجتماعي ونشاطها المدافع عن حقوق السكان الأصليين.

## حياتها المبكرة وتعليمها
ولدت سارة وينيموكا «في مكانٍ ما نحو عام 1844» في بحيرة هامبولت فيما يعرف اليوم بغرب نيفادا، كانت ابنة وينيموكا زعيم قبائل البايوت (بويتو)، وهو من قبيلة شوشوني، انضم إلى شعب البايوت عبر زواجه من إحدى نسائهم، والدتها توبويتوني. كان لسارة أخت كبيرة تدعى ماري، وأخ أصغر يدعى ناتشيز، وأخت أخرى أصغر منها تدعى إلما. (على الرغم من تصريح سارة لاحقًا بأن والدها كان زعيمًا لشعب البايوت الشمالي، لم يكن لدى شعب البايوت مثل تلك الزعامة المركزية، إلا أن تأثير والدها كان كبيرًا بوصفه قائد حرب لجماعة صغيرة من البايوت لا تتعدى 150 فردًا)، وسميت بلدة وينيموكا في ولاية نيفادا على اسمه. تعرفت سارة لأول مرة على البيض وهي في عمر السادسة عندما دعاها جدها للحضور إلى كاليفورنيا.
أقام جد سارة ترو-كي-زو أو تروكي (الذي يعني «جيد» في لغة البايوت، أو أنه مشتق من ترو-كاي، التي تعني «مرحبًا»)، علاقات إيجابية مع الأمريكيين الأوروبيين الذين بدأوا في استكشاف المنطقة. وأرشد الكابتن جون فريمونت خلال رحلة المسح ورسم الخرائط بين عامي (1845-1843) عبر الحوض العظيم إلى كاليفورنيا. قاتل تروكي في وقت لاحق في الحرب المكسيكية الأمريكية (1848-1846)، وكسب العديد من الأصدقاء البيض ومهد الطريق للعلاقات بين أفراد عائلته الأبعد والأمريكيين الأوروبيين.
سافرت سارة وهي في عمر السادسة مع عائلتها قريبًا من ستوكتون، كاليفورنيا، حيث عمل البالغون منهم في تجارة الماشية. في عام 1857، رتب الجد لكل من سارة (التي أصبحت في عمر الثالثة عشرة) وشقيقتها إلما، مسألة السكن في منزل ويليام أورمسبي وزوجته والعمل لديهما؛ امتلك أورمسبي فندقًا وكان قائدًا مدنيًا لكارسون سيتي، نيفادا. أراد الزوجان رفيقةً لابنتهما ليزي، فقامت فتاتا وينيموكا بالعمل المنزلي إضافة إلى ذلك. كانت لديهما الفرصة أيضًا لتحسين لغتهما الإنجليزية ومعرفة المزيد عن الأساليب الأوروبية الأمريكية. أصبحت سارة أكثر راحة في ملاءمتها بين ثقافة شعبها البايوت والثقافة الأمريكية الأوربية. تعد سارة واحدة من قلائل شعب البايوت في نيفادا ممن عرفوا قراءة اللغة الإنجليزية وكتابتها، وكانت عائلتها كلها تتحدث اللغة الإنجليزية.

## حرب بحيرة الهرم والمسرح
مع انخفاض ضغط المهاجرين الجدد في المنطقة وانجذابهم لاستخراج الفضة في وادي واشو، رتب وينيموكا الكبير لعودة ابنتيه إليه مرة أخرى في نيفادا في عام 1859. نشب صراع علني في محطة ويليامز في عام 1860، إذ اختُطفت فتاتان من بايوت وأسيئ إليهما، ما دفع القبيلة إلى مقتل خمسة رجال في المحطة. نظم المستوطنون وعمال المناجم ميليشيا بقيادة الرائد أورمسبي الذي قُتل على يد البايوت في مواجهة منظمة ضمن الحدث الأول من حرب بحيرة بيراميد (حرب واشو الهندية). هال المستوطنون براعة قتال البايوت وعدم قدرة عمال المناجم غير المتأهبين على الصمود. توصل البايوت والبيض إلى هدنة مع حلول نهاية الصيف. قاد وينيموكا الصغير، نسيب سارة، قبيلة البايوت بوصفه قائد حرب في ذلك الوقت. توفي جدهما تروكي بسبب لدغة رتيلاء في أكتوبر من عام 1860.
كدليل على التطوير، اتُخذت ولاية نيفادا كإقليم أمريكي مستقل، وعيّن جيمس دبليو ناي أول حاكم لها. وعندما وصل إلى المنطقة، ذهب إلى محمية بحيرة بيراميد حيث التقى وينيموكا الكبير ووينيموكا الصغير وشعب البايوت الذين قدموا استعراضًا كبيرًا. على مدى السنوات الخمس التالية (1865-1860) سافرت وينيموكا وعائلتها مرارًا بعيدًا عن المحمية وقدموا عروضهم على خشبة المسرح، إما في فيرجينيا سيتي، نيفادا في دار أوبرا ماغواير، أو في سان فرانسيسكو. وصفوا باسم «عائلة بايوت الملكية». مع حلول هذا الوقت، تزوج والد سارة من زوجة ثانية أصغر سنًا وأنجب منها ابنًا.
تعدّت القوات الأمريكية في ولاية نيفادا مرارًا على الأمريكيين الأصليين في محاولة «لتذكيرهم بأن السلطة بيدهم». اتُهم السكان الأصليون بشن الغارات وسرقة الماشية مرارًا وتكرارًا. قاد ألموند ب. ويلز سلاح الفرسان المتطوعين في نيفادا وشن غارات عشوائية في الجزء الشمالي من الولاية، مهاجمًا عصابات البايوت في عام 1865. وحين كانت وينيموكا ووالدها في دايتون، نيفادا، هاجم ويلز ورجاله معسكر وينيموكا القديم، ما أسفر عن مقتل 29 من أصل 30 شخصًا في الفرقة، وكانوا من الرجال المسنين والنساء والأطفال.
قُتلت زوجتا الزعيم (بينهما والدة وينيموكا) والابن الرضيع أيضًا. هربت ماري شقيقة وينيموكا من المخيم إلا أنها توفيت في وقت لاحق من ذلك الشتاء بسبب الظروف القاسية. كانت أختها الصغرى إلما خارج المنطقة، إذ تبنتها عائلة فرنسية في ماريسفيل، كاليفورنيا. تزوجت إلما وينيموكا من جون سميث، وهو رجل أبيض انتقلت معه إلى مجتمع أبيض في مونتانا، ثم إلى أيداهو لاحقًا.
انتقل نحو 490 من الناجين من شعب البايوت إلى مخيم عسكري في عام 1868، وعرف المخيم باسم فورت مكديرميت، على حدود نيفادا وأوريجون، وطلبوا الحماية من الجيش الأمريكي ضد متطوعي نيفادا. أنشأت الحكومة الفيدرالية محمية مالهير في شرق ولاية أوريغون في عام 1872، وخصصها الرئيس يوليسيس س. جرانت لشعبي البايوت الشمالي والبانوك في المنطقة. انتقلت ثلاث فرق من البايوت إلى هناك في ذلك الوقت. وانتقلت وينيموكا وشقيقها ناتشيز وعائلته ووالدهم وينيموكا الكبير إلى هناك أيضًا في عام 1875.

## التدريس والترجمة
بدأت سارة وهي في عمر السابعة والعشرين، العمل في مكتب الشؤون الهندية في فورت مكديرميت في عام 1871 كمترجمة فورية، ودعاها الوكيل الهندي صموئيل ب. باريش لاحقًا للترجمة الفورية في محمية مالهير. لاحظت من خلال مراقبة باريش أنه يعمل بشكل جيد مع قبيلة البايوت؛ شجعهم على تعلم بعض الأساليب الجديدة وساعدهم على زراعة المحاصيل التي من شأنها أن تدعم الناس في تأسيس برنامج زراعي مُدار بشكل جيد. ساهم في بناء مدرسة في المحمية، وأصبحت وينيموكا مدرّسة مساعدة فيها.

## زواجها الأول
تزوجت وينيموكا من إدوارد بارتليت في 29 يناير من عام 1872 في سولت ليك سيتي، ولاية يوتا، وهو ملازم أول سابق في الجيش، تخلى عنها فعادت إلى مخيم مكديرميت. بعد انتقالها إلى محمية مالهير في عام 1876، حصلت على الطلاق وتقدمت بطلب لاستعادة اسمها وينيموكا، ووافقت المحكمة على ذلك. ذكرت سارة في قرار الطلاق ما فعلته لإعالة نفسها حين تركها زوجها بلا مال، فكتبت: «مارست الخياطة، وحكتُ قفازاتٍ لكسب لقمة العيش».

## حرب بانوك
استُبدل باريش في صيف عام 1876 بالوكيل ويليام في. رينهارت بعد أربع سنوات من خدمته. أسف البايوت لرؤية باريش يغادر.
كان رينهارت من أنصار حرب الإبادة وشدد على إبقاء البايوت طوع إمرته. عارض العديد من السياسات التي بدأها باريش فأخبر قبيلة البايوت أن أراضي المحمية ملكًا للحكومة وفشل في دفع أجور العمال لقاء عملهم الزراعي في الحقول المشتركة، وأبعد العديد من زعماء القبائل. ونتيجة لذلك سرعان ما أصبحت الظروف في محمية مالهير غير محتملة.
روت وينيموكا في كتابها الصادر في عام 1883 أن رينهارت باع الإمدادات المخصصة لشعب البايوت إلى البيض المحليين. صادر المستوطنون البيض الكثير من الأراضي الجيدة في المحمية بشكل غير قانوني. على إثر ذلك، غادر جميع سكان البايوت والبانوك المحمية بسبب هذه الانتهاكات والصعوبات التي يواجهونها في العيش في عام 1878. غادر كذلك البانوك من جنوب أيداهو محمية فورت هول بسبب مشاكل مماثلة. انتقلوا غربًا وأغاروا على مستوطنات البيض المعزولة في جنوب أوريغون وشمال نيفادا، ما أدى إلى اندلاع حرب البانوك (1878). من غير الواضح إلى أي مدى شارك شعب شمال البايوت مع البانوك في حربهم. كتبت وينيموكا أن البانوك احتجزها مع العديد من عائلات البايوت الأخرى كرهائن في أثناء الحرب.
عملت وينيموكا كمترجمة للجنرال أوليفر أو.هوارد من القوات البرية للولايات المتحدة خلال حرب البانوك، إذ التقت به في أثناء زيارته للمحمية؛ عملت أيضًا مستكشفة ومبعوثة. ووفقًا لروايتها، كان محاربو البانوك وجنود الجيش يحبون بعضهم كثيرًا لدرجة أنهم نادرًا ما أطلقوا النار بهدف القتل. ولأي سبب كان، فإن الخسائر كانت قليلة نسبيًا. حظيت وينيموكا بتقدير كبير من الضباط الذين عملت معهم، وأدرجت خطابات توصية من العديد منهم في كتابها الصادر في عام 1883. أعجبت وينيموكا بالعديد من الضباط، وبدأت في دعم موقف الجيش الأمريكي المتمثل في تولي الجيش إدارة المحميات الهندية بدلًا من المعيَّنين السياسيين. (ملاحظة: بعد مذبحة مارياس في عام 1870 على يد القوات البرية للولايات المتحدة في مونتانا، روج الرئيس غرانت لسياسة السلام، وعيّن قادة الكويكرز «جمعية الأصدقاء الدينية» كعملاء هنود للمحميات واعتزم القضاء على مشاكل الفساد بهذه الطريقة).

## انتقالها إلى محمية ياكاما
أُرسلت فرق بايوت الشمالية من ولاية نيفادا إلى محمية ياكاما الهندية (في شرق إقليم واشنطن) بعد حرب البانوك، حيث عانوا من حرمان كبير. اعتقل ما مجموعه 543 من البايوت فيما وصف بـ «معسكر اعتقال».
رافقتهم وينيموكا للعمل كمترجمة. ونظرًا لامتلاكها وظيفة رسمية لم يكن مطلوبًا منها العيش في محمية. بدأت بإلقاء محاضرات في جميع أنحاء كاليفورنيا ونيفادا حول محنة شعبها بسبب غضبها من الظروف القاسية المفروضة على شعب البايوت. زارت مع والدها واثنين آخرين من عائلة وينيموكا، واشنطن العاصمة للضغط من أجل إطلاق سراح قبيلة البايوت من محمية ياكاما خلال شتاء عامي 1879 و1880. حصلوا على إذن من وزير داخلية الولايات المتحدة، كارل شورتز، للسماح لشعب البايوت بالعودة إلى مالهير على نفقته الخاصة، وبدلًا من ذلك، قررت الحكومة «إنهاء» محمية مالهير في عام 1879، وإغلاقها.
«من خلال معرفتي بطباع شعب البايوت التي يجب عليهم تخطيها، إلا أنهم ما زالوا يتلوّعون من وحشية الحرب التي قامت قبل عامين، ونظرًا لأنهم شعب محروم تمامًا من كل شيء، ولا طريق لديه لإعالة نفسه سوى بالنهب، فقد رفضتُ السماح لهم بالمغادرة ... وبعد مدة وجيزة من إبلاغه عن الواقعة بشكل أكثر صحة، أبطل السكرتير تصريحه على الرغم من عدم التوصل إلى تحديد بشأن موقعهم الدائم. كان ذلك بمثابة خيبة أمل كبيرة للبايوت وكان أقصى قدر من الحذر والمراعاة ضروريًا في التعامل معهم».
    تقرير وكيل ياكاما، جيمس هـ. ويلبر
    التقرير السنوي لمفوض الشؤون الهندية لعام 1881، الصفحات 174، 175.

## زواجها الثاني
عيّن الجنرال أوليفر أو. هوارد وينيموكا لتعليم سجناء الشوشون المحتجزين في ثكنات فانكوفر في عام 1881. التقت بالملازم لويس إتش هوبكنز في أثناء وجودها هناك، وهو موظف في الوزارة الهندية وأصبحت قريبة منه وتزوجا في ذلك العام في سان فرانسيسكو.